# Microsoft Visual Studio
Microsoft Visual Studio är en avancerad programutvecklingsmiljö från Microsoft som används till att utveckla PC-baserade applikationer för Microsoft Windows och Internetanpassade distribuerade applikationer.
I Visual Studio ingår bland annat kompilatorer för språken:
- C Sharp
- C++
- Visual Basic
- Python
- JavaScript
- F#
- .NET

## Versionshistorik
- Visual Studio 97 (5.0), lanserat 1997.
- Visual Studio 6.0, lanserat 1998, introducerade bland annat stöd för ASP
- Visual Studio .NET (2002, 7.0). Den största ändringen var att .NET Framework och C# (ett programspråk som påminner om Java) introducerades. Program som utvecklas med hjälp av .NET kompileras inte till maskinspråk som exempelvis C++ gör, i stället används format kallade MSIL eller CIL (Microsoft respektive Common Intermediate Language).
- Visual Studio .NET 2003 (7.1), en mindre uppdatering av 2002, i hög grad förbättringar av enskilda problematiska funktioner och komponenter, kopplad till Microsoft.NET Framework 1.1.
- Visual Studio 2005 (8.0), en större omarbetning med arbetsnamnet Whidbey, lanserades i oktober 2005. Kopplad till Microsoft.NET Framework 2.0. Nytt i den miljön är bland annat stöd för generiska typer, vilket ger bättre prestanda och typsäkerhet bland annat för färdiga datastrukturer.
- Visual Studio 2008 (9.0), med arbetsnamnet Orcas, introducerar verktyg för utveckling av program för Windows Vista, Office 2007 och webbapplikationer. Version 2008 innehåller även en ny programfunktion LINQ, nya versioner av programspråken C# och Visual Basic, en designmodul för Windows Presentation Foundation och uppdateringar av .NET Framework.
- Visual Studio 2010 (10.0).
- Visual Studio 2012 (11.0).
- Visual Studio 2013 (12.0).
- Visual Studio 2015 (14.0).
- Visual Studio 2017 (15.0).
- Visual Studio 2019 (16.0).
- Visual Studio 2022 (17.0).

## Express Editions
Express Editions är tänkta för hemanvändare, enskilda utvecklare och studenter etc. som inte behöver de riktigt stora funktionerna som utvecklingsföretag kan ha nytta av. Dessa program tillhandahålls utan kostnad men kräver registrering och tillgång till ett Microsoft-konto.
- SQL Server 2005 Express
- Visual Web Developer 2008 Express
- Visual J# 2005 Express (Det planeras ingen version 2008 för J#)
- Visual C++ 2008 Express
- Visual C# 2008 Express
- Visual Basic 2008 Express
- Visual studio 2010 Express
- Visual studio 2012 Express
- Visual studio 2013 Express